# Usina Nuclear de Tokai
Usina Nuclear de Tokai (東海原子力発電所, Tōkai genshi-ryoku hatsuden-sho, Tōkai NPP) foi a primeira usina nuclear comercial do Japão. A primeira unidade foi construída no início da década de 1960 com base no projeto britânico Magnox e gerou energia de 1966 até ser desativada em 1998. Uma segunda unidade, construída no local na década de 1970, foi a primeira no Japão a produzir mais de 1000 MW de eletricidade. O local está localizado em Tokai, no distrito de Naka, na província de Ibaraki, Japão, e é operado pela Japan Atomic Power Company. A área total da usina é de 0,76 km 2 com 0,33 km2, ou 43% do total, destinado a áreas verdes que a empresa trabalha para preservar.
A usina não está operacional desde que o reator foi desligado automaticamente devido ao terremoto e tsunami de Tōhoku em 2011.

## História

### Acidentes de Tokaimura
Dois acidentes nucleares distintos ocorreram na década de 19990 na usina de Tokai e na instalação de reprocessamento próxima. Em março de 1997, ocorreu um incêndio na unidade de betuminização, onde o combustível usado é envolto em asfalto derretido (betume) para armazenamento. O evento expôs mais de 20 pessoas à radiação, mas não houve fatalidades diretas. O segundo acidente mais grave ocorreu em 30 de setembro de 1999, quando trabalhadores, que não estavam devidamente treinados, misturaram muito urânio altamente enriquecido, causando um acidente de gravidade grave. Um total de 119 pessoas foram expostas à radiação, das quais 2 foram casos fatais.
Em 2002, uma tecnologia de avaliação adotada pela Sociedade Japonesa de Engenheiros Civis determinou que o local da usina poderia sofrer ondas de tsunami de até 4,86 metros. O governo da província de Ibaraki publicou seus próprios cálculos em outubro de 2007, onde estimou que tais ondas poderiam atingir de 6 a 7 metros de altura. A Japan Atomic Power alterou sua suposição de nível de onda para 5,7 metros. As obras de reconstrução para elevar a altura da proteção de 4,9 metros ao redor da usina para 6,1 metros foram iniciadas em julho de 2009, a fim de proteger as bombas de água do mar destinadas ao resfriamento de um gerador a diesel de emergência. Embora a maior parte do trabalho tenha sido concluída em setembro de 2010, os furos para cabos no dique ainda não estavam totalmente cobertos. A conclusão desta obra estava prevista para maio de 2011. As adições ao paredão que o elevaram a uma altura de 6,1 metros foram concluídas em 9 de março, apenas dois dias antes do terremoto e tsunami de Tōhoku em 2011.
Em novembro de 2018, a NRA aprovou uma extensão de 20 anos. Depois disso, o operador precisará do consentimento do governo da prefeitura de Ibaraki, bem como de seis municípios locais, incluindo a vila de Tokai.

### Terremoto e tsunami de 2011
Quando o tsunami atingiu a usina de Tokai em março de 2011, as ondas tinham de 5,3 a 5,4 metros de altura, mais altas do que as estimativas anteriores, mas ainda 30 a 40 centímetros mais baixas do que a estimativa mais recente. A usina de Tokai sofreu uma perda de fornecimento de energia externa. O dique foi invadido, mas apenas uma das três bombas de água do mar falhou e os reatores puderam ser mantidos estáveis e seguros em desligamento a frio com o gerador diesel de emergência resfriado pelas duas bombas de água do mar restantes.
Após o terremoto e tsunami de Tōhoku em 2011, o reator número 2 foi um dos onze reatores nucleares em todo o país a ser desligado automaticamente. Foi relatado em 14 de março que uma bomba do sistema de refrigeração do reator número 2 havia parado de funcionar. A Japan Atomic Power Company declarou que havia uma segunda bomba operacional e que o resfriamento estava funcionando, mas que dois dos três geradores a diesel usados para alimentar o sistema de resfriamento estavam avariados.
Trabalhos de construção de medidas de segurança adicionais, incluindo uma rampa de 1,7 quilômetro.O muro de contenção de 1 quilômetro para proteção contra possíveis tsunamis estava originalmente programado para ser concluído em março de 2021. Em 2020, foi anunciado que isso seria adiado até dezembro de 2022.

### Testes de estresse
Após o desastre de Fukushima, o governo japonês ordenou um teste de estresse, uma vez que uma investigação às instalações elétricas do reator Tokai 2 revelou que estas não cumpriam as normas de resistência a sismos estabelecidas pelo governo.
Pesquisas sísmicas em 2011 mostraram que o terremoto de 11 de março foi causado pelo movimento simultâneo de múltiplas falhas ativas na costa norte do Japão, no Oceano Pacífico, e dessa forma terremotos muito maiores poderiam ser desencadeados do que as usinas foram projetadas para suportar na época em que foram construídas. Em março de 2012, a Usina Tokai 2, na província de Ibaraki, e a usina elétrica Tomari, em Hokkaido, disseram que não podiam descartar a possibilidade de as usinas serem vulneráveis. Outras usinas nucleares declararam que as falhas ativas perto de suas usinas nucleares não se moveriam ao mesmo tempo e, mesmo quando isso acontecesse, o impacto seria limitado. A NISA analisaria a avaliação das falhas ativas cometidas pelas usinas.
Em 2017, a Autoridade de Regulamentação Nuclear descobriu que dados errados sobre a posição das barras de combustível tinham sido usados em avaliações de segurança desde que a usina foi construída, em consequência de uma alteração nas especificações das barras de combustível durante o processo de projeto e construção.

### Injunção do Tribunal Distrital de Mito
Em março de 2021, o Tribunal Distrital de Mito ordenou que o reator Tokai 2 suspendesse as operações, atendendo ao pedido de 224 demandantes. Os demandantes, moradores da Prefeitura de Ibaraki e da área metropolitana de Tóquio, entraram com uma ação judicial em 2012 contra a operadora. Uma das principais controvérsias foi a adequação do modelo de movimento sísmico terrestre da Japan Atomic Power. A operadora defendeu que seu número básico de movimento sísmico do solo era 50% maior que a média. Os demandantes alegaram que o valor deveria ser quatro vezes superior ao valor atual.

## Opinião pública
Em 11 de outubro de 2011, Tatsuya Murakami, o prefeito da vila de Tokai, disse em uma reunião com o ministro Goshi Hosono, que o reator Tokai 2, situado a 110 quilômetros de Tóquio, deveria ser desativado, porque o reator tinha mais de 30 anos e as pessoas haviam perdido a confiança na comissão de segurança nuclear do governo.
Em 2011 e 2012, cerca de 100 mil assinaturas contra a retomada da operação da usina, que foi paralisada devido ao terremoto de 2011, foram apresentadas ao governador de Ibaraki, Masaru Hashimoto. A petição instou o governo da prefeitura a não permitir que a central elétrica de Tokai retomasse a operação, dizendo: "Não devemos permitir a recorrência do sacrifício e da perda irreparáveis, como os sofridos no acidente da central nuclear de Fukushima Daiichi".

## Planta de reprocessamento
O complexo nuclear de Tokai também continha uma usina de reprocessamento nuclear construída em 1971 que operou de 1981 a 2006. Em 2014, foi decidido cessar definitivamente as operações porque as atualizações para corresponder aos requisitos de segurança pós-Fukushima eram economicamente inviáveis.